# Тама (индейский язык)
Тама (Tama) — мёртвый индейский язык, который принадлежит туканской языковой семье, на котором раньше говорили на реках Висенте и Ортегуаса в департаменте Какета в Колумбии. Тама, возможно, является диалектом языка корегуахе. Жители реки Ортегуаса объединились с народом корегуахе.
Этот язык не следует путать с живым нило-сахарским языком тама, на котором говорит народ тама в Чаде и Судане.